# Ternstroemia habbemensis
Ternstroemia habbemensis är en tvåhjärtbladig växtart som beskrevs av Clarence Emmeren Kobuski. Ternstroemia habbemensis ingår i släktet Ternstroemia och familjen Pentaphylacaceae. Inga underarter finns listade i Catalogue of Life.